# Мальсбург, Кароль
Кароль Игнацы Мальсбург (пол. Karol Ignacy Malsburg; 31 июля 1856, Черниховцы — 31 декабря 1942, Львов) — польский физиолог, зоотехник, профессор агрономии и животноводства. Действительный член Польской академии технических наук (1932).

## Биография
Родился 31 июля 1856 года в с. Черниховцы. Окончил химический факультет Львовской политехники, а в 1877—1880 годах обучался в Высшей школе полеводства в Вене.
Профессор кафедры животноводства в Сельскохозяйственной академии в Дублянах, декан факультета сельского и лесного хозяйства Львовской политехники в 1920—1921 годах, профессор Познанского университета. В 1922 году он был соучредителем Польского зоотехнического общества.
Один из первых в Польше применил в крупных масштабах биологические животноводческие методы, много раз представлял польскую науку в иностранных зоотехнических исследовательских центрах.
В 1929 году награждён Командорским крестом ордена Возрождения Польши, в 1936 году награждён Золотым Крестом за Заслуги. Почётный профессор Львовской политехники.
Умер 31 декабря 1942 года во Львове. Похоронен на Лычаковском кладбище.